# Journal of Pharmacy and Pharmacology
Das Journal of Pharmacy and Pharmacology, abgekürzt J. Pharm. Pharmacol., ist eine wissenschaftliche Zeitschrift, die vom Wiley-Verlag veröffentlicht wird. Die erste Ausgabe erschien im September 1949. Derzeit erscheint die Zeitschrift monatlich. Es werden Artikel veröffentlicht, die sich mit der Entwicklung, den Wirkmechanismen und der Verbesserung von Arzneimitteln befassen.
Der Impact Factor lag im Jahr 2014 bei 2,264. Nach der Statistik des ISI Web of Knowledge wird das Journal mit diesem Impact Factor in der Kategorie Pharmakologie und Pharmazie an 133. Stelle von 254 Zeitschriften geführt.
Chefherausgeber ist David Jones, Queen’s University of Belfast, Vereinigtes Königreich.